# برزو ارجمند
برزو ارجمند (زادهٔ ۷ فروردین ۱۳۵۴) بازیگر سینما ، تئاتر و تلویزیون و خواننده است. او از جمله هنرمندانی بود که به دنبال‌ جنبش سراسری ۱۴۰۱ ایران از کشور خارج و به جمع معترضان ایرانی خارج از کشور پیوست.

## جوایز
برزو ارجمند برای بازی در سریال‌های مشق عشق و یک وجب خاک جایزه بهترین بازیگری را از شبکه‌های جام جم و سه دریافت کرد. همچنین برای بازی در سریال قهوه تلخ کاندید بهترین بازیگری از جشن حافظ شد. برزو ارجمند برای بازی در فیلم چهارشنبه ۱۹ اردیبهشت ساخته وحید جلیلوند نیز کاندید بهترین بازیگر نقش مکمل مرد از جشنواره شهر و جشن منتقدان سینمای ایران شد.

## اعتراضات ۱۴۰۱
به دنبال وقایع پیرامون جنبش سراسری ۱۴۰۱ ایران، برزو ارجمند به همراه احسان کرمی در آذر ۱۴۰۱ به جمع معترضان خارج از ایران پیوستند.

## فیلم‌شناسی

### سینما
| سال  | نام فیلم               | کارگردان          |
| ---- | ---------------------- | ----------------- |
| ۱۴۰۰ | لوتریا                 | علی عطشانی        |
| ۱۳۹۹ | برای مرجان             | حمید زرگرنژاد     |
| ۱۳۹۹ | هرماس                  | مهدی صاحبی        |
| ۱۳۹۸ | انفرادی                | مسعود اطیابی      |
| ۱۳۹۸ | بازیوو                 | امیرحسین قهرایی   |
| ۱۳۹۷ | زهرمار                 | جواد رضویان       |
| ۱۳۹۷ | زندانی‌ها               | مسعود ده‌نمکی      |
| ۱۳۹۵ | من دیوانه نیستم        | علیرضا امینی      |
| ۱۳۹۵ | اشنوگل                 | علی سلیمانی       |
| ۱۳۹۵ | قهرمانان کوچک          | حسین قناعت        |
| ۱۳۹۵ | مفت آباد               | پژمان تیمورتاش    |
| ۱۳۹۳ | سه بیگانه              | مهدی مظلومی       |
| ۱۳۹۳ | چهارشنبه ۱۹ اردیبهشت   | وحید جلیلوند      |
| ۱۳۹۳ | مجرد ۴۰ ساله           | شاهین باباپور     |
| ۱۳۹۲ | معراجی‌ها               | مسعود ده‌نمکی      |
| ۱۳۹۰ | پل چوبی                | مهدی کرم‌پور       |
| ۱۳۸۹ | دامادی به نام صفر      | فرشاد ارج         |
| ۱۳۸۹ | به جا مانده            | جواد افشار        |
| ۱۳۸۷ | از ما بهترون           | مهرداد فرید       |
| ۱۳۸۷ | تهران در جستجوی زیبایی | مهدی کرم پور      |
| ۱۳۸۷ | طرقه                   | امیر سهیلی        |
| ۱۳۸۶ | محیا                   | اکبر خواجویی      |
| ۱۳۸۵ | روز سوم                | محمدحسین لطیفی    |
| ۱۳۸۴ | پروانه ای در مه        | محمدجواد کاسه ساز |
| ۱۳۸۴ | خاطرات الاغ مهربان     | مریم سعادت        |
| ۱۳۸۳ | انتخاب                 | تورج منصوری       |
| ۱۳۸۱ | جایی دیگر              | مهدی کرم پور      |
| ۱۳۷۹ | سفر سرخ                | حمید فرخ‌نژاد      |

### تلویزیون
| سال  | نام مجموعه       | کارگردان          | پخش از     |
| ---- | ---------------- | ----------------- | ---------- |
| ۱۴۰۰ | در کنار پروانه‌ها | داریوش یاری       | شبکه دو    |
| ۱۳۹۹ | دادستان          | مسعود ده‌نمکی      | شبکه سه    |
| ۱۳۹۸ | کتونی زرنگی      | علی ملاقلی پور    | شبکه سه    |
| ۱۳۹۸ | وارش             | احمد کاوری        | شبکه سه    |
| ۱۳۹۸ | به رنگ خاک       | حسن لفافیان       |            |
| ۱۳۹۷ | گشت پلیس         | مهرداد خوشبخت     | شبکه سه    |
| ۱۳۹۷ | بچه مهندس ۱      | علی غفاری         | شبکه دو    |
| ۱۳۹۷ | سر دلبران        | محمدحسین لطیفی    | شبکه یک    |
| ۱۳۹۴ | غیرعلنی          | مهرداد خوشبخت     | شبکه دو    |
| ۱۳۹۴ | تنهایی لیلا      | محمدحسین لطیفی    | شبکه سه    |
| ۱۳۹۴ | کیمیا            | جواد افشار        | شبکه دو    |
| ۱۳۹۳ | زخم              | مسعود آب پرور     | شبکه سه    |
| ۱۳۹۳ | ما فرشته نیستیم  | فلورا سام         | شبکه تهران |
| ۱۳۹۳ | معراجی‌ها         | مسعود ده‌نمکی      | شبکه یک    |
| ۱۳۹۱ | تهران پلاک ۱     | مهدی مظلومی       | شبکه تهران |
| ۱۳۹۱ | فراموشی          | سعید سلطانی       | شبکه تهران |
| ۱۳۸۹ | نون و ریحون      | فرزاد مؤتمن       | شبکه تهران |
| ۱۳۸۸ | عبور از پاییز    | مسعود شاه‌محمدی    | شبکه دو    |
| ۱۳۸۸ | نردبام آسمان     | محمدحسین لطیفی    | شبکه یک    |
| ۱۳۸۸ | اشک‌ها و لبخندها  | حسن فتحی          | شبکه یک    |
| ۱۳۸۸ | مرد دوهزار چهره  | مهران مدیری       | شبکه سه    |
| ۱۳۸۷ | نشانی            | رامبد جوان        | شبکه دو    |
| ۱۳۸۶ | یک وجب خاک       | علی عبدالعلی زاده | شبکه سه    |
| ۱۳۸۶ | ساعت شنی         | بهرام بهرامیان    | شبکه یک    |
| ۱۳۸۶ | خواستگاران       | گلاب آدینه        |            |
| ۱۳۸۶ | گل یا پوچ        | جواد افشار        | شبکه تهران |
| ۱۳۸۵ | صاحبدلان         | محمدحسین لطیفی    | شبکه یک    |
| ۱۳۸۵ | ما چند نفر       | فیاض موسوی        | شبکه یک    |
| ۱۳۸۴ | شب‌های برره       | مهران مدیری       | شبکه سه    |
| ۱۳۸۴ | ارث بابام        | سیدجواد رضویان    | شبکه سه    |
| ۱۳۸۴ | مثل همیشه        | وحید حسینی        |            |
| ۱۳۸۳ | رسم شیدایی       | اکبر خواجوئی      | شبکه دو    |
| ۱۳۸۳ | فرار بزرگ        | محمدحسین لطیفی    | شبکه یک    |
| ۱۳۸۲ | مسافر زمان       | رضا حسینی         | شبکه دو    |
| ۱۳۸۱ | در کنار هم       | فتحعلی اویسی      | شبکه یک    |
| ۱۳۸۱ | پشت کنکوری‌ها     | پریسا بخت‌آور      | شبکه تهران |
| ۱۳۸۱ | مشق عشق          | بهرام بهرامیان    | شبکه یک    |
| ۱۳۸۰ | زیر آسمان شهر    | مهران غفوریان     | شبکه سه    |
| ۱۳۷۸ | زمان شوریدگی     | محمدعلی نجفی      | شبکه یک    |
| ۱۳۷۵ | زیر چتر خورشید   | بهمن زرین پور     | شبکه دو    |
| ۱۳۷۴ | زیر گنبد کبود    | بهمن زرین پور     | شبکه تهران |

### نمایش خانگی
| سال  | نام مجموعه  | کارگردان       | پخش از      |
| ---- | ----------- | -------------- | ----------- |
| ۱۴۰۰ | شب‌های مافیا | سعید ابوطالب   | فیلیمو      |
| ۱۳۹۶ | پیکسل       | محمدحسین لطیفی |             |
| ۱۳۹۲ | ویلای من    | مهران مدیری    | گلرنگ رسانه |
| ۱۳۸۹ | قهوه تلخ    | مهران مدیری    |             |
| ۱۳۹۳ | شام ایرانی  | محمد شایسته    |             |

### تئاتر
- رگ
- اراتریو عدالت
- آمدیم نبودید رفتیم
- مکاشفه در باب یک مهمانی خاموش

## موسیقی
- خوانندگی تیتراژ سریال ما چند نفر ۱۳۸۵
- خوانندگی تیتراژ سریال تا رهایی ۱۳۸۸
- آلبوم غریبه آشنا ۱۳۹۰
- خوانندگی تیتراژ سریال ما فرشته نیستیم ۱۳۹۳
- من بی تو ۱۳۹۳
- فاصله ت ترانه از خسرو شکیبایی (این آهنگ به خسرو شکیبایی و پدرش تقدیم شده‌است) ۱۳۹۵